# Mercado de Energia Brasileiro
O Mercado de Energia Brasileiro é o conjunto de leis, resoluções normativas e regulações que definem as regras para operacionalização, geração, transmição, distribuição, comercialização e consumo de energia elétrica no Brasil. Atualmente a política energética do país é definida pelo Conselho Nacional de Politica Energética (CNPE), presidido pelo Ministério de Minas e Energia (MME) e composto pelo Comite de Monitoramento do Setor Elétrico (CMSE), pela Agencia Nacional de Energia Elétrica (ANEEL), a Empresa de Pesquisa Energética (EPE), o Operador Nacional do Sistema (ONS) e a Camarâ de Comercialização de Energia Elétrica (CCEE). 
De forma geral o Mercado de energia opera em duas esferas, o mundo fisico e o mundo comercial. No mundo fisico o Setor Elétrico é dividido em 4 etapas: a Geração, a Transmissão, a Distribuição e o Consumo dentro do Sistema Interligado Nacional (SIN) e é operado pela ONS. Já no mundo comercial é onde os agentes de Geração, Distribuição, Comercialização e Consumidores firmam contratos bilaterais de compra e venda de energia elétrica e é coordenado pela CCEE.